# Anji
För andra betydelser, se Anji (olika betydelser).
Anji, tidigare romaniserat Anchi, är ett härad i östra Kina som tillhör Huzhous stad på prefekturnivå i provinsen Zhejiang. Det ligger  omkring 63 kilometer nordväst om provinshuvudstaden Hangzhou. Antalet invånare är 466552.  Huvudorten Dipu är den klart största orten i häradet och hade 114 247 invånare 2000.
Genomsnittlig årsnederbörd är 1 811 millimeter. Den regnigaste månaden är augusti, med i genomsnitt 274 mm nederbörd, och den torraste är november, med 70 mm nederbörd.
Bambuodling är en viktig näring i häradet och här finns omkring 60 000 hektar bambuskog. Den utrotningshotade salamandern Hynobius amjiensis har sitt naturliga habitat vid berget Longwangshan.